# باکدالسان
باکدالسان (به لاتین: Bakdalsan) یک کوه در کره جنوبی است که در کره جنوبی واقع شده‌است. باکدالسان ۸۲۵ متر بالاتر از سطح دریا واقع شده‌است.